# Madeleine Stowe
Madeleine Marie Stowe Mora (Los Angeles, 1958. augusztus 18.–) amerikai színésznő. Főleg a televízióban tűnt fel, mielőtt az 1987-es Zsarulesen című bűnügyi vígjátékban játszotta volna az áttörést jelentő szerepet.
Stowe 2011 és 2015 között a Bosszú című ABC-s drámasorozat negatív főszereplőjét, Victoria Graysont alakította. Ezért a szerepéért 2012-ben jelölték a legjobb színésznőnek járó Golden Globe-díjra, televíziós drámasorozat kategóriában.

## Élete és pályafutása
Stowe három gyermek közül elsőként született a kaliforniai Los Angelesben, a Queen of Angels kórházban, és a Los Angeles egyik városrészében, Eagle Rockban nőtt fel. Édesapja, Robert Stowe oregoni építőmérnök volt, míg édesanyja, Mireya (Mora Steinvorth) Costa Rica-i neves családból származott. Stowe egyik anyai ükapja, José Joaquín Mora Porras politikus, Juan Rafael Mora Porras elnök öccse volt, aki 1849 és 1859 között Costa Rica kormányzója volt. Egy másik anyai ükapja, Bruno Carranza 1870-ben rövid ideig volt az ország elnöke (három hónappal a hatalomátvétel után lemondott); felesége, Stowe dédnagyanyja, Gerónima Montealegre, José María Montealegre Fernández elnök húga volt, aki 1859 és 1863 között vezette Costa Ricát. Stowe egyik anyai dédapja német bevándorló volt Costa Ricában.
Stowe édesapja szklerózis multiplexben szenvedett, és mindig elkísérte őt az orvosi kezelésekre.
Stowe eredetileg koncertzongorista akart lenni, tíz és tizennyolc éves kora között vett órákat. Később elmondta, hogy a zongorázás volt az egyik módja annak, hogy ne kelljen a vele egykorú gyerekekkel szocializálódnia. Orosz származású zenetanára, Szergej Tarnovszkij hitt Stowe-ban, még a halálos ágyáról is tanította őt. A férfi 92 éves korában bekövetkezett halála után a lány felhagyott a tanulással, később így nyilatkozott: "Úgy éreztem, itt az ideje, hogy ne legyek többé egyedül".

## Magánélete

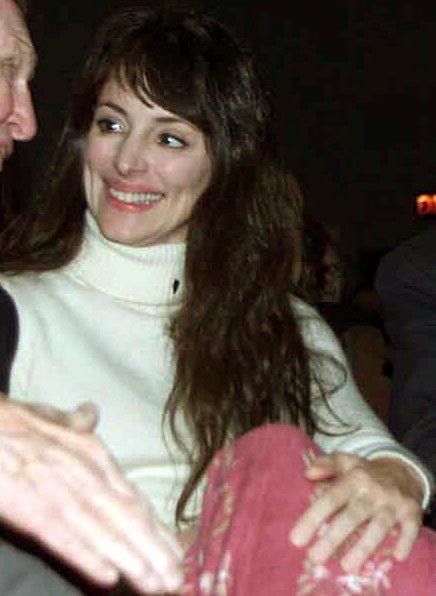
2002-ben

1982-ben Stowe hozzáment Brian Benbenhez, akit az NBC-s The Gangster Chronicles című minisorozatának forgatásán ismert meg az előző évben. Most a Los Angeles-i Pacific Palisadesben élnek, korábban egy farmon éltek Austintól nyugatra, a texasi Fredericksburg közelében. A párnak van egy lánya, May Theodora (1996-ban született).
2008-ban Stowe Haitire utazott, és segített megalapítani a Művészek a békéért és igazságért szervezetet. Tagja az alapítvány igazgatótanácsának.

## Filmográfia

### Film

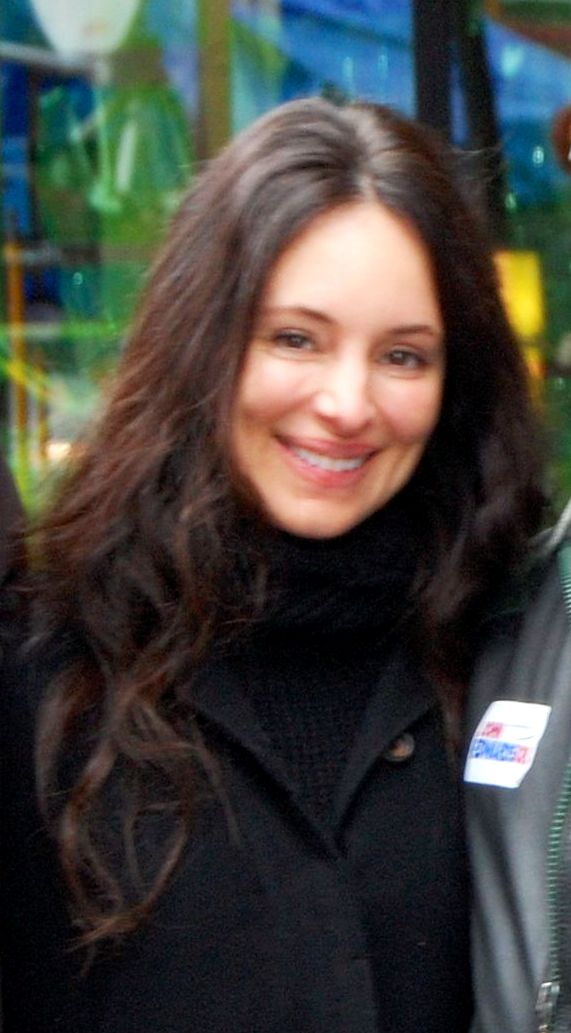
2008-ban

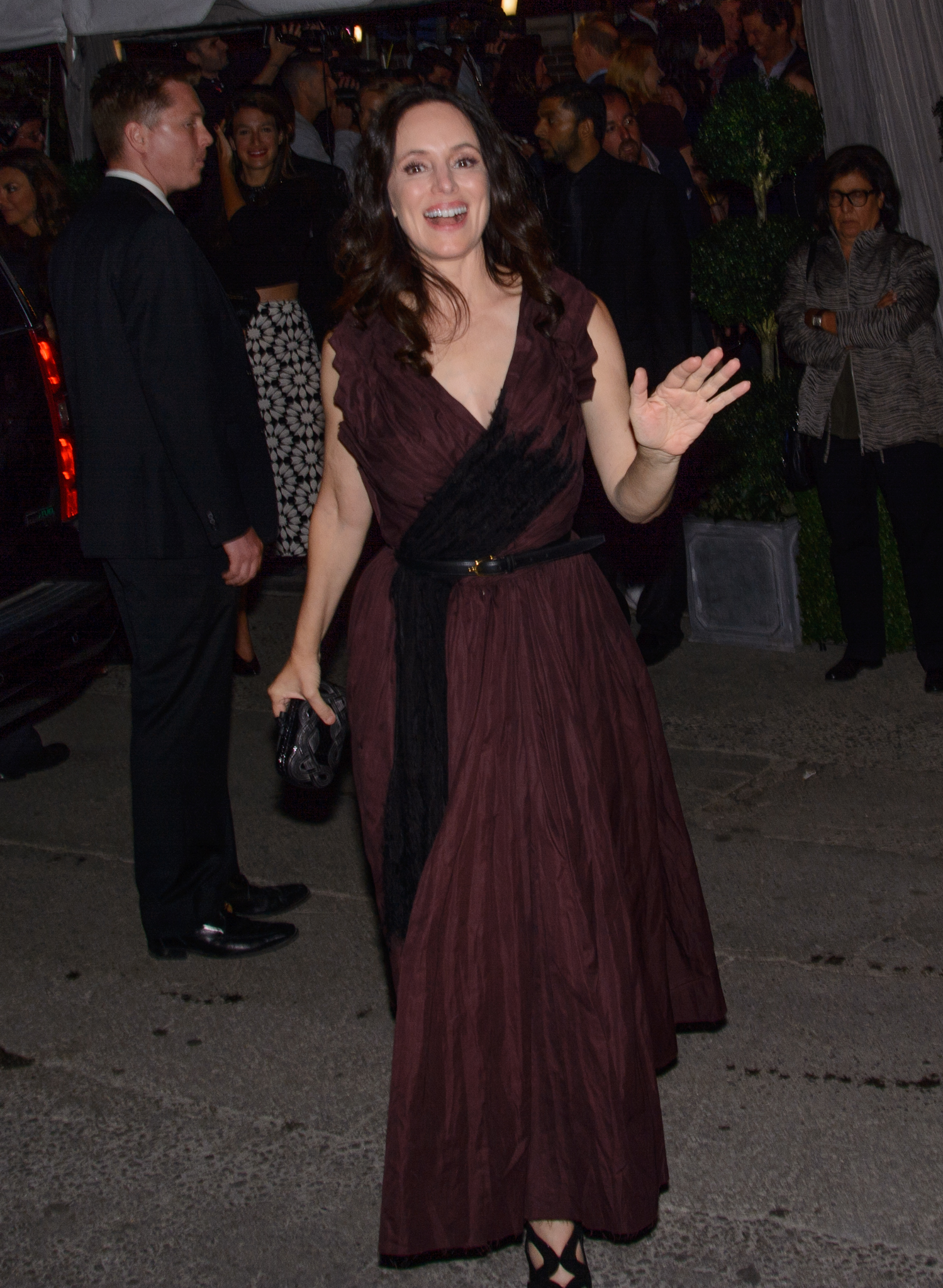
A 2014-es Torontói Nemzetközi Filmfesztiválon

| Év   | Magyar cím         | Eredeti cím              | Szerep                       | Magyar hang        |
| ---- | ------------------ | ------------------------ | ---------------------------- | ------------------ |
| 1981 |                    | Gangster Wars            | Ruth Lasker                  |                    |
| 1987 | Zsarulesen         | Stakeout                 | Maria McGuire                | Kocsis Mariann     |
| 1988 | Fehér trópusok     | Tropical Snow            | Marina                       | Kisfalvi Krisztina |
| 1989 | Telhetetlen nőfaló | Worth Winning            | Veronica Briskow             | Vándor Éva         |
| 1990 | Revans             | Revenge                  | Miryea Mendez                | Básti Juli         |
| 1990 | Cinikus hekus      | The Two Jakes            | Lillian Bodine               | Simorjay Emese     |
| 1990 | Cinikus hekus      | The Two Jakes            | Lillian Bodine               | Kéri Kitty         |
| 1991 |                    | Closet Land              | áldozat                      |                    |
| 1992 | Őrjítő vágy        | Unlawful Entry           | Karen Carr                   | Kocsis Mariann     |
| 1992 | Az utolsó mohikán  | The Last of the Mohicans | Cora Munro                   | Kocsis Mariann     |
| 1992 | Az utolsó mohikán  | The Last of the Mohicans | Cora Munro                   | Horváth Lili       |
| 1993 | Zsarulesen 2.      | Another Stakeout         | Maria McGuire (cameo)        | Kocsis Mariann     |
| 1993 | Rövidre vágva      | Short Cuts               | Sherri Shepard               |                    |
| 1994 | Porcelánhold       | China Moon               | Rachel Munro                 | Nyakó Júlia        |
| 1994 | Szemfényvesztés    | Blink                    | Emma Brody                   | Kocsis Mariann     |
| 1994 | Rosszlányok        | Bad Girls                | Cody Zamora                  | Ráckevei Anna      |
| 1995 | 12 majom           | 12 Monkeys               | Kathryn Railly               | Tóth Enikő         |
| 1998 | Az alku            | The Proposition          | Eleanor Barret               | Götz Anna          |
| 1998 | Az alku            | The Proposition          | Eleanor Barret               | Kovács Nóra        |
| 1998 | Szeress, ha tudsz! | Playing by Heart         | Gracie                       | Tóth Enikő         |
| 1999 | A tábornok lánya   | The General's Daughter   | Sara Sunhill                 | Nagy-Kálózy Eszter |
| 2001 | Imposztor          | Impostor                 | Maya Olham                   | Kisfalvi Krisztina |
| 2002 | Katonák voltunk    | We Were Soldiers         | Julia Moore                  | Bíró Kriszta       |
| 2002 | Késő bosszú        | Avenging Angelo          | Jennifer Barrett Allieghieri | Tóth Enikő         |
| 2003 | Szekta             | Octane                   | Senga Wilson                 |                    |

### Televízió
| Év        | Magyar cím              | Eredeti cím                 | Szerep                  | Megjegyzések                                     |
| --------- | ----------------------- | --------------------------- | ----------------------- | ------------------------------------------------ |
| 1978      |                         | Baretta                     | Anna                    | 1 epizód                                         |
| 1978      |                         | The Amazing Spider-Man      | Maria Calderon          | 1 epizód                                         |
| 1978      |                         | The Nativity                | Szűz Mária              | tévéfilm                                         |
| 1978      |                         | The Deerslayer              | Hetty Hutter            | tévéfilm                                         |
| 1978      |                         | Barnaby Jones               | Diane                   | 1 epizód                                         |
| 1980      |                         | Beulah Land                 | Selma Kendrick Davis    | minisorozat (3 epizód)                           |
| 1980      | A farm, ahol élünk      | Little House on the Prairie | Annie Crane             | 1 epizód                                         |
| 1981      |                         | Trapper John, M.D.          | Cassie                  | 1 epizód                                         |
| 1981      |                         | The Gangster Chronicles     | Ruth Lasker             | minisorozat (13 epizód)                          |
| 1984      |                         | Amazons                     | Dr. Sharon Fields       | tévéfilm                                         |
| 1986      |                         | Blood & Orchids             | Hester Ashley Murdoch   | tévéfilm                                         |
| 2002      | Az Ambersonok ragyogása | The Magnificent Ambersons   | Isabel Amberson Minafer | - tévéfilm - magyar hangja: - Kocsis Mariann     |
| 2005      | Milly, maradj velem!    | Saving Milly                | Milly Martinez          | - tévéfilm - magyar hangja: - Kisfalvi Krisztina |
| 2006      |                         | Southern Comfort            | Charlotte               | próbaepizód                                      |
| 2007      | Áldott jó nyomozó       | Raines                      | Dr. Samantha Kohl       | 5 epizód                                         |
| 2009      | Karácsonyi reménysugár  | The Christmas Hope          | Patricia Addison        | tévéfilm                                         |
| 2011–2015 | Bosszú                  | Revenge                     | Victoria Grayson        | főszereplő                                       |
| 2016      | 12 majom                | 12 Monkeys                  | Lillian                 | 1 epizód                                         |
| 2019      | Kísérőzene              | Soundtrack                  | Margot Weston           | 9 epizód                                         |

## Fordítás
- Ez a szócikk részben vagy egészben  a   Madeleine Stowe című angol Wikipédia-szócikk ezen változatának fordításán alapul.  Az eredeti cikk szerkesztőit annak laptörténete sorolja fel. Ez a jelzés csupán a megfogalmazás eredetét és a szerzői jogokat jelzi, nem szolgál a cikkben szereplő információk forrásmegjelöléseként.